# 明成化斗彩鸡缸杯
明成化鬥彩雞缸杯又稱成化鬥彩雞缸杯、鬥彩雞缸杯，是明朝成化年間於景德镇陶瓷窯廠製成的斗彩瓷小型杯器，每件雞缸杯尺寸皆異，杯高3.4~4公分，口徑最大至8.3公分。其外型類似水缸，口徑較圈足寬大，直徑由上至下縮小，並以雞作為紋樣主題故而得名雞缸杯。雞缸杯的本體是乾淨潔白的白瓷，底部圈足裸露一圈瓷胎。內外壁上色勻稱。紋樣以鬥彩的方式繪製而成，畫的是兩幅公雞、母雞帶著小雞的畫面，並以月季、蘭花叢隔開。上方杯口外壁和下方圈足外分別有兩圈、一圈的青花線條，底部印有大明成化年制的款式。
斗彩鸡缸杯為明朝皇宮專用，截至萬曆年間，斗彩鸡缸杯的價格已經價值十萬。後世有不少模仿成化斗彩鸡缸杯的仿製品。2014年4月8日，上海藏家刘益谦以2.8124亿港元的價格從香港苏富比中国瓷器拍卖会上購得一件明成化斗彩鸡缸杯。
截至21世紀，全球尚有20件成化鸡缸杯存世。 目前有17件雞缸杯藏於公私立博物館，3件雞缸杯被私人收藏。

## 外觀、形式介紹
鸡缸杯真、新、精、絕收藏四大要素皆有，是明憲宗为了取悦自小陪伴自己的万贵妃特意烧制，万贵妃年长成化皇帝十七岁，与他的关系亦妻亦母，鸡缸杯的杯面图案来源于《子母鸡图》表达的是子女对母亲的依恋之情，表现了成化皇帝对万贵妃的依恋之情，獨特的背景故事十分動人。而訂製的雞缸杯的尺寸精小，可以輕易以單手把玩於掌間，環視外壁的紋樣可以發現，兩叢植物隔開的並不是獨立的兩幅景象，而是有連續性的畫面。從公雞的視線來判斷，公雞轉頭注視母雞的那一面應該是第一個畫面，而公雞視線朝前的則是第二個畫面。會有這樣的推測原因有二，首先是小雞分布的位置以及小雞的視線。第一個畫面中僅有一隻小雞在母雞身邊，其餘兩隻在離母雞最遠處，圍繞於母雞旁的小雞面相朝著地上的蟲子，像是在等待公雞身旁的其餘小雞來一起分享蟲子。視線轉至離母雞較遠的兩隻小雞，一隻視線同公雞朝向母雞，另一隻則看著對方，像是在呼喚牠一同去啄蟲子般。如此一來，才會判斷第二個畫面是三隻小雞圍繞在母雞旁。再者，搭配公雞的視線一起來看，兩個看似雷同的畫面，因為公雞轉頭的動作產生了連續性與動態感，預告了下一幕的方向。結合以上，藝術性相當高，而且鬥彩雞缸杯早高級藝品，在當時就價值極高，明末清初程哲在《蓉槎蠡說》中，特別點出此器是尤為備受矚目的一類，已經是值錢十萬的昂貴容器，如今數量又少，更上一層樓。另外雞缸杯的上色方式──鬥彩是由釉下青花與釉上五彩兩種上色方式組合成的，通常先以青花勾勒圖案外觀再以五彩填進輪廓線內留白處，或是先以青花繪製部分紋樣再以五彩完成畫面。雞缸杯的紋樣則大抵是以青花勾勒輪廓線後，再填色的方式繪製而成。至於上色的部分，雖然鬥彩發展至成化年間已是成熟期，但受到時代侷限，仍有幾處看起來較為樸拙。鬥彩製作過程非常複雜，需要先用1300度將坯胎輪廓燒好（素燒），然後填上適當顏色（紅黃綠），再入窯用700至800度焙燒成器。由於其尺寸小，且於非平面的杯身表面作畫本就具有一定難度，可見繪製雞缸杯上這類有羽毛的動物更是難上加難。然而雞缸杯卻在如此侷限下，以簡單的線條盡量呈現真實感。代表當時陶瓷工藝最高水平。

## 存世成化鸡缸杯
现存世的成化鸡缸杯包括：
- 台湾国立故宫博物院藏12只
- 美国大都会艺术博物馆藏1只[10]
- 英国大维德基金会藏1只（现由大英博物馆托管）[11]
- 英国维多利亚和阿尔伯特博物馆藏1只[12]
- 瑞士日内瓦鲍氏东方艺术馆藏1只（1995年借至日本展出期间因阪神大地震而损坏）
- 中国上海龙美术馆藏1只（刘益谦于2014年购得，玫茵堂旧藏）[13]
- 另有3只由私人藏家所有，其中2只仇焱之旧藏鸡缸杯分别为香港藏家马锦灿与区百龄收藏。[14]

英国菲茨威廉博物馆所藏的1只鸡缸杯、北京故宫博物院所藏的2只鸡缸杯是否为成化年间真品则存有争议。故宫博物院器物部主任吕成龙研究认为北京故宫所藏2只鸡缸杯皆为康熙朗窑仿品。